# تختگاه حسین سلطان
تختگاه حسین سلطان، روستایی است از توابع بخش گهواره و در شهرستان دالاهو استان کرمانشاه ایران.

## جمعیت
این روستا در دهستان گوران قرار داشته و بر اساس سرشماری سال ۱۳۸۵ جمعیت آن (۵۷ خانوار) ۲۵۳نفر
بوده است.